# Touchwood Lake, Manitoba
Touchwood Lake är en sjö i Kanada.   Den ligger i provinsen Manitoba, i den sydöstra delen av landet, 1 700 km nordväst om huvudstaden Ottawa. Touchwood Lake ligger 181 meter över havet. Arean är 35 kvadratkilometer. Den sträcker sig 4,4 kilometer i nord-sydlig riktning, och 12,3 kilometer i öst-västlig riktning.
Trakten runt Touchwood Lake är nära nog obefolkad, med mindre än två invånare per kvadratkilometer.